# Temple de la Fortune équestre
Le temple de la Fortune équestre (en latin : Aedes Fortunae Equestris) est un temple romain situé sur le Champ de Mars, à l'extérieur des limites du pomerium étant donné la nature guerrière de la divinité associée à une partie de l'armée romaine, la cavalerie (equites Romani).

## Localisation
Aucun vestige du temple n'a été retrouvé, sa localisation demeure donc hypothétique. Le temple pourrait se situer au nord de l'extrémité occidentale du Cirque Flaminius, au sud-ouest de l'aire sacrée du Largo Argentina et au sud du portique du théâtre de Pompée (ad theatrum lapideum).

## Histoire
Le temple est voué en 180 av. J.-C. par le proconsul Quintus Fulvius Flaccus durant une bataille lors la première guerre contre les Celtibères. Ses troupes sont prises en embuscade dans un défilé et Flaccus n'a que le temps d'exhorter ses hommes avant de soutenir un combat acharné à l'issue longtemps incertaine.

« Les légions romaines furent donc aussi ébranlées et leurs rangs presque rompus. À la vue de ce désordre, Flaccus courut à toute bride vers les cavaliers légionnaires. [...] Ils s'écrièrent tous à la fois qu'il n'avait qu'à donner ses ordres et qu'il serait promptement obéi. "[...] lancez vos chevaux sur ce triangle menaçant qui fait plier notre infanterie. Pour que votre charge soit plus irrésistible, ôtez la bride à vos chevaux ; c'est une manœuvre dont le succès a, dit-on, souvent fait le plus grand honneur à la cavalerie romaine." [...] Les cavaliers débridèrent leurs chevaux et se précipitèrent sur l'ennemi [...] Quand les Celtibères virent leur triangle enfoncé, ils perdirent tout espoir [...] De son côté, la cavalerie des ailes, enflammée d'une noble émulation à la vue de la charge brillante exécutée par les cavaliers romains, fondit sans attendre aucun ordre sur les ennemis en désordre. La déroute devint alors générale et le proconsul, regardant avec joie les Celtibères qui fuyaient, voua un temple à la Fortune équestre et des jeux à Jupiter Très Bon, Très Grand. »

— Tite-Live, Histoire romaine, XL, 40, 3-10
Quintus Fulvius Flaccus célèbre un triomphe à son retour à Rome mais ne peut honorer complètement son vœu lors de son consulat de 179 av. J.-C., le Sénat autorisant l'organisation des jeux dédiés à Jupiter mais pas la construction du temple dédié à la Fortune équestre. Finalement, la construction du temple débute quelques années plus tard, alors que Flaccus assure les fonctions de censeur. Il supervise personnellement les travaux pour faire de son temple le plus vaste de Rome. Il souhaite le couvrir de marbre et tente d'user de son statut de censeur pour prélever des plaques de marbre sur le temple de Junon Lacinia près de Crotone. La tentative provoque un scandale et le Sénat romain intervient pour empêcher le prélèvement et pour offrir des sacrifices expiatoires à la déesse offensée. Le temple de la Fortune équestre est tout de même dédié le 13 août 173 av. J.-C., à la fin du mandat de censeur de Flaccus,. À cette occasion sont institués quatre jours de représentations théâtrales, peut-être dans le théâtre temporaire installé près du temple d'Apollon, ainsi qu'un jour de jeux du cirque selon Tite-Live,. Quintus Fulvius Flaccus meurt peu après, en 172 av. J.-C., après que son premier fils a été tué et son deuxième fils est tombé malade, un châtiment que la tradition explique comme provoquée par Junon Lacinia qui fait ainsi payer l'auteur du sacrilège qu'a représenté le dépouillement de son temple,.

« Cette année-là deux prêtres publics moururent ; L. Aemilius Papus [...] et le pontife Q. Fulvius Flaccus, qui avait été censeur l'année précédente : la mort de ce dernier est une tache à sa mémoire. De ses deux fils qui servaient dans l'Illyrium, on lui annonça que l'un était mort, et que l'autre était pris d'une grave et dangereuse maladie. Son âme succomba sous le poids du chagrin et de l'inquiétude et ses esclaves, en entrant le matin dans sa chambre, le trouvèrent pendu. Il avait la réputation, depuis sa censure, de n'avoir plus l'esprit à lui ; on disait généralement que Junon Lacinia, dans sa colère, lui avait perverti la raison. »

— Tite-Live, Histoire romaine, XLII, 28, 10-12
Le temple est mentionné par Julius Obsequens à l'occasion de deux prodiges, en 156 av. J.-C. et en 92 av. J.-C. En 22 ap. J.-C., les chevaliers romains souhaitant dédier des offrandes à la Fortune équestre pour demander le rétablissement de l'impératrice Livie s'adressent à l'empereur Tibère afin de trouver un temple dédié à la divinité. Il semble donc que le temple à Rome a récemment disparu à cette époque et qu'il ne s'est pas encore posé la question de trouver un autre sanctuaire pour le remplacer. Il est possible que le temple ait été détruit dans un incendie en 21 ap. J.-C., l'année précédant la demande des chevaliers, incendie qui touche également le front de scène (scaenae frons) du théâtre de Pompée,. Finalement, les chevaliers déposent leurs offrandes dans un petit temple d'Antium. Le temple de Rome semble ne pas avoir été reconstruit tout de suite, à l'instar du théâtre voisin qui n'est restauré que sous le règne des successeurs de Tibère.

## Description
Vitruve cite le temple comme exemple de temple systyle, c'est-à-dire dont l'entrecolonnement est égal à deux fois le diamètre des colonnes.

### Ouvrages généraux
- (it) Filippo Coarelli, Il Campo Marzio : dalle origini alla fine della Repubblica, Rome, Quasar, 1997
- (en) Amanda Claridge, Rome : an Oxford Archaeological Guide, Oxford University Press, 2010 (ISBN 9780199546831)
- (en) Adam Ziolkowski, The Temples of mid-republican Rome and their Historical and Topographical Context, Rome, 1992
- (en) Paul W. Jacobs et Diane Atnally Conlin, Campus Martius : The Field of Mars in the Life of Ancient Rome, New York (N.Y.), Cambridge University Press, 2015, 243 p. (ISBN 978-1-107-66492-0)
- (en) Lawrence Richardson, A New Topographical Dictionary of Ancient Rome, Baltimore, (Md.), Johns Hopkins University Press, 1992, 488 p. (ISBN 0-8018-4300-6)

### Ouvrages sur le temple
- (en) Eric J. Kondratieff, « Fortuna Equestris, Aedes », Digital Augustan Rome,‎ 2008 (lire en ligne)
- (it) Filippo Coarelli, « Fortuna Equestris, Aedes », dans Eva Margareta Steinby (dir.), Lexicon Topographicum Urbis Romae, vol. II, Rome, Edizioni Quasar, 1994, p. 268-269
- Jacqueline Champeaux, Fortuna : le culte de la Fortune à Rome et dans le monde romain, Rome, École française de Rome, 1982, 526 p. (ISBN 2-7283-0041-0)